# Ruth Werner
Ruth Werner (* 15. Mai 1907 in Friedenau; † 7. Juli 2000 in Berlin), eigentlich Ursula Beurton, zuvor Ursula Hamburger, geboren als Ursula Maria Kuczynski, war eine deutsche Schriftstellerin und kommunistische Agentin des sowjetischen Militärnachrichtendienstes GRU (Deckname „Sonja“). Als Autorin arbeitete sie ab 1958 unter dem Pseudonym Ruth Werner.

## Leben
Ursula Kuczynski wurde als eines von sechs Kindern von Robert René Kuczynski und Berta geb. Gradenwitz in der elterlichen Wohnung am Friedrich-Wilhelm-Platz 12 in Friedenau bei Berlin geboren. Die Familie väterlicherseits war jüdischer Abstammung, während seine Mutter zum Judentum konvertierte. Ihr älterer Bruder war der Wirtschaftswissenschaftler Jürgen Kuczynski.
Sie wuchs in einer Villa am Schlachtensee in Berlin auf. In Zehlendorf besuchte sie ein Lyzeum. Von 1924 bis 1926 machte sie eine Ausbildung zur Buchhändlerin. Bereits zu Beginn ihrer Berufsausbildung wurde sie Mitglied im Kommunistischen Jugendverband Deutschland.
1926 trat sie der Kommunistischen Partei Deutschlands bei. 1926/27 besuchte sie eine Bibliothekarinnenschule und war Mitarbeiterin einer Leihbibliothek; anschließend war sie beim Ullstein Verlag angestellt, von dem sie wegen ihrer KPD-Mitgliedschaft im Mai 1928 entlassen wurde. Sie gründete die Marxistische Arbeiterbibliothek (MAB Berlin) und übernahm deren Leitung. Sie schrieb für das KPD-Zentralorgan Die Rote Fahne und die Parteizeitung Welt am Abend. Von Dezember 1928 bis August 1929 arbeitete sie in einer Buchhandlung in New York.

### Agentin für die Sowjetunion
1929 heiratete sie den deutschen Architekten Rudolf Hamburger und ging mit ihm 1930 nach Shanghai, da dort zu dieser Zeit stark gebaut wurde. 1931 wurde der gemeinsame Sohn Michael geboren. In Shanghai lernte sie nach viereinhalb Monaten, vermittelt durch die linke amerikanische Journalistin Agnes Smedley, Richard Sorge kennen, der sie für die GRU anwarb und in China Informationen für die Sowjetunion sammeln ließ. Sie hielt Kontakt zu untergetauchten chinesischen Kommunisten, lagerte Waffen, versteckte einen Gesuchten. Nach zweijähriger Tätigkeit ging sie 1933 auf Empfehlung von Richard Sorge nach Moskau. Dort wurde sie u. a. als Funkerin ausgebildet und erlernte das Morsealphabet. Ihr Sohn Michael lebte währenddessen bei ihren Schwiegereltern in der Tschechoslowakei.
Ursula Hamburger war Agentin des militärischen Nachrichtendiensts GRU in Asien und Europa. Sie war 1934 in Mukden in der Mandschurei, die Japan seit dem Mukden-Zwischenfall von 1931 besetzt hatte. Ihr dortiger Führungsagent nannte sich Ernst. Mit ihm hatte sie zeitweilig eine Liebesbeziehung. Als die GRU 1935 die Enttarnung der beiden Agenten befürchtete, beorderte sie Ruth Werner, die von Ernst ihre Tochter Janina im April 1936 erwartete, mit ihrem Ehemann nach Polen. 1937 erhielt sie für die Tätigkeit in China den Rotbannerorden in Moskau.
1938 flüchtete Werner mit ihrem Ehemann und dem geheimen Sender unter dem Namen Ursula Schulz in die Schweiz.
In der Schweiz rekrutierte sie Widerstandsgruppen für den Einsatz in Deutschland. Von dort funkte sie auch im Rahmen der Roten Kapelle für Sándor Radó. In der Schweiz lernte sie im Februar 1939 die englischen Kommunisten und Spanienkämpfer Len Beurton und Alexander Foote kennen. Foote, der ihr von der Moskauer Zentrale empfohlen worden war, setzte sie auf die Messerschmittwerke an. Sein Landsmann Len Beurton sollte Kontakt zu den I.G. Farben herstellen. Für Beurton war es nach seinen Schilderungen Liebe auf den ersten Blick. Sie schilderte es als Pflicht zur Tarnung.
Als Deutschland 1939 mit dem Überfall auf Polen auch die Freie Stadt Danzig besetzte, baute Ruth Werner Widerstandsgruppen in der Stadt auf.
In der Schweiz heiratete sie Anfang 1940 in zweiter Ehe Len Beurton und erlangte die britische Staatsbürgerschaft. 1940 wurde Werner von der GRU ins Vereinigte Königreich entsandt, um dort ein Netz aufzubauen, und lebte bis 1949 dort. 1943 gebar sie ihren Sohn Peter Beurton. Sie ließ sich in der Umgebung von Oxford nieder, um 1943 für die Atomspione Klaus Fuchs sowie noch länger Melita Norwood Kurier-Aufgaben zu übernehmen. Neben Fuchs und Norwood führte sie einen Offizier der Royal Air Force, einen Spezialisten in U-Boot-Radar, und gewann Informationen von ihrem Bruder, ihrem Vater und anderen deutschen Emigranten.

### Ab 1945
1949 flüchtete Werner nach der Enttarnung von Klaus Fuchs aus Großbritannien und ging nach Ost-Berlin. 1950 schied Werner auf eigenen Wunsch aus der GRU aus.
Sie wird als erfolgreiche Spionin der Sowjetunion im Zweiten Weltkrieg eingeschätzt und überlebte die Stalinschen Säuberungen und Verhaftungswellen. Sie wurde zehn Jahre nach ihrem Ausscheiden aus der GRU aus dem Amt für Information in der DDR entlassen, weil sie eine Panzerschranktür zu schließen vergaß. Nach sechs Jahren im Staatsdienst beschäftigte sie sich als Autorin zunächst überwiegend mit der Publikation von Kinderbüchern. In dieser Zeit nahm sie ihr Pseudonym Ruth Werner an. Seit den 1970er Jahren verbrachte sie ihre Sommer regelmäßig in einem Bungalow in Carwitz in der Mecklenburgischen Seenplatte (unweit des Hans-Fallada-Hauses).
Ihr Sohn erfuhr erst durch die 1977 veröffentlichte Autobiografie Sonjas Rapport von ihrem Doppelleben. Dort verschwieg sie ihre Kontakte zu Klaus Fuchs, der zu diesem Zeitpunkt noch lebte.
Auf einer von der SED-Bezirksleitung im November 1989 einberufenen Parteikonferenz im Berliner Lustgarten sprach Ruth Werner.
Sie gehörte bis zu ihrem Tod dem Ältestenrat beim Parteivorstand der PDS an.
Bei der Beisetzung ihrer Urne im Juli 2000 auf dem Friedhof Berlin Baumschulenweg sprach ein Gesandter der Russischen Föderation als Trauerredner. Ohne dass Werner jemals Uniform getragen hatte, war sie Oberst der Roten Armee.
Am Ort ihrer Sommerfrische, dem mecklenburgischen Carwitz, hielt seit 2010 ein Verein die Erinnerung an sie mit einer Ausstellung wach. Dieser beschloss 2023 seine Auflösung für das folgende Jahr.

## Ehrungen
- Rotbannerorden 1937 und 1969
- Nationalpreis 1. Klasse 1977
- Karl-Marx-Orden 1977
- Orden der Freundschaft 2000 (postum)

## Darstellung Ruth Werners in der bildenden Kunst
- Linde Bischof: Porträt Ruth Werner (1979, Kohlezeichnung auf Bütten; Otto-Dix-Haus Gera)

## Schriften
als Ursula Beurton:
- Immer unterwegs. Reportage aus Prag über die Tätigkeit unserer Ingenieure im Ausland. Verlag Die Wirtschaft, Berlin 1956

als Ruth Werner:
- Ein ungewöhnliches Mädchen. Verlag Neues Leben, Berlin 1958
- Olga Benario. Die Geschichte eines tapferen Lebens. Verlag Neues Leben, Berlin 1961
- Über hundert Berge. Verlag Neues Leben, Berlin 1965
- Ein Sommertag. Verlag Neues Leben, Berlin 1966
- In der Klinik. Verlag Neues Leben, Berlin 1968
- Muhme Mehle. Neuauflage: Spotless, Berlin 2000
- Kleine Fische – Große Fische. Publizistik aus zwei Jahrzehnten. Verlag Neues Leben, Berlin 1972
- Die gepanzerte Doris. Kinderbuchverlag, Berlin 1973
- Ein sommerwarmer Februar. Kinderbuchverlag, Berlin 1973
- Der Gong des Porzellanhändlers. Verlag Neues Leben, Berlin 1976
- Vaters liebes gutes Bein. Kinderbuchverlag, Berlin 1977
- Gedanken auf dem Fahrrad. Verlag Neues Leben, Berlin 1980
- Kurgespräche. Verlag Neues Leben, Berlin 1988
- Sonjas Rapport (autobiografisch). Erste vollständige Ausgabe, Verlag Neues Leben (Eulenspiegel Verlagsgruppe) 2006 (zuerst 1977), ISBN 3-355-01721-3

## Filme
- 1980: Muhme Mehle (Fernsehfilm)
- Sonjas Rapport. DEFA-Spielfilm 1982; Regie: Bernhard Stephan
- Sabine Mieder: Deckname Sonja – das geheime Leben der Agentin Ruth Werner. Erstsendung am 7. Februar 2001
- Top Secret: Helden und Verräter. Dreiteilige Dokumentation, Deutschland 2007, Erstsendung am 1. Oktober 2009, letzte Ausstrahlung auf ARD am 5. April 2014[7]